# Cuscomys ashaninka
Chuột cây Chinchilla (Cuscomys ashaninka) là một loài chuột chinchilla lớn từ Andes ở viễn bắc Cusco ở Peru. Nó chỉ được mô tả khoa học vào năm 1999. Loài này có lông màu xám với mũi và môi trắng và một đường kẻ trắng chạy xuống đầu. Nó dài 30 xentimét (12 in) với đuôi dài 20 xentimét (7,9 in).
Khi được mô tả, nó được đặt trong họ Abrocomidae, nhưng đã được xem là đủ khác so với các loài đã tồn tại trong họ để tạo ra chi Cuscomys. Từ đó chuột cây Chinchilla Machu Picchu (Cuscomys oblativus), một loài chuột chinchilla ban đầu được đặt trong chi Abrocoma, đã được chứng tỏ là một thành viên của Cuscomys. Dù nó được xem là tuyệt chủng bởi IUCN, các bức ảnh cho thấy một con chuột giống với C. ashaninka đã được chụp ở Machu Picchu cuối năm 2009 có thể cho thấy loài C. oblativus.